# Lacey Von Erich
Lacey Adkisson (née le 17 juillet 1986 à Dallas, Texas) est une catcheuse américaine, connue pour son travail à la Total Nonstop Action Wrestling en tant que Lacey Von Erich. Au cours de sa carrière elle remporte le championnat par équipe des Knockout avec Velvet Sky et Madison Rayne. Elle est membre de la famille Von Erich, fille de Kerry Von Erich et petite-fille de Fritz Von Erich ainsi que la première femme de la famille à travailler dans ce divertissement.

## Jeunesse
Adkisson est la fille de Kerry Adkisson, plus connu sous le nom de ring de Kerry Von Erich, qui se suicide alors qu'elle a six ans. 

## Carrière

### World Wrestling Entertainment (2007)
Adkisson signe un contrat avec la World Wrestling Entertainment en août 2007. Elle rejoint la Florida Championship Wrestling, le club-école de la fédération. Elle adopte le nom de ring de Lacey Von Erich en raison de son appartenance à la famille Von Erich, cependant son passage est bref puisque quelques mois plus tard elle décide en accord avec le directeur chargé des relations avec les catcheurs John Laurinaitis de mettre fin à son contrat pour des raisons personnelles.

### Circuit indépendant (2008-2009)
Le 8 mars 2008, elle retourne sur le ring pour la première fois depuis son départ de la World Wrestling Entertainment à la Women Superstars Uncensored où elle remporte son match face à Angel Orsini. Le 1er août, elle participe à l'enregistrement de Wrestlicious Take Down du 17 mars 2010 où avec Amber Lively elle bat Draculetta et White Magic dans un match par équipe,.
À la mi-mai 2009, elle souffre de migraine et consulte un médecin qui diagnostique une méningite. Le 10 juillet, elle remonte sur le ring et remporte le championnat des Ladies de la Windy City Pro Wrestling, une fédération de Chicago, après sa victoire sur Mia Martinez, Faith, Huntress et Kimberly Kash. Elle garde ce titre jusqu'au 26 septembre où la fédération déclare le titre vacant à la suite de la signature de Lacey avec la Total Nonstop Action Wrestling. Elle participe à la première soirée de la tournée Hulkamania Tour en Australie le 21 novembre où elle remporte un concours de bikini face à Koa Marie Turner, Stephanie Pietz, and Kiara Dillon et en fin de soirée elle intervient en faveur de Ric Flair qui affronte Hulk Hogan mais cette intervention n'empêche pas Hogan de sortir vainqueur de cette confrontation.

### Total Nonstop Action Wrestling (2009-2010)

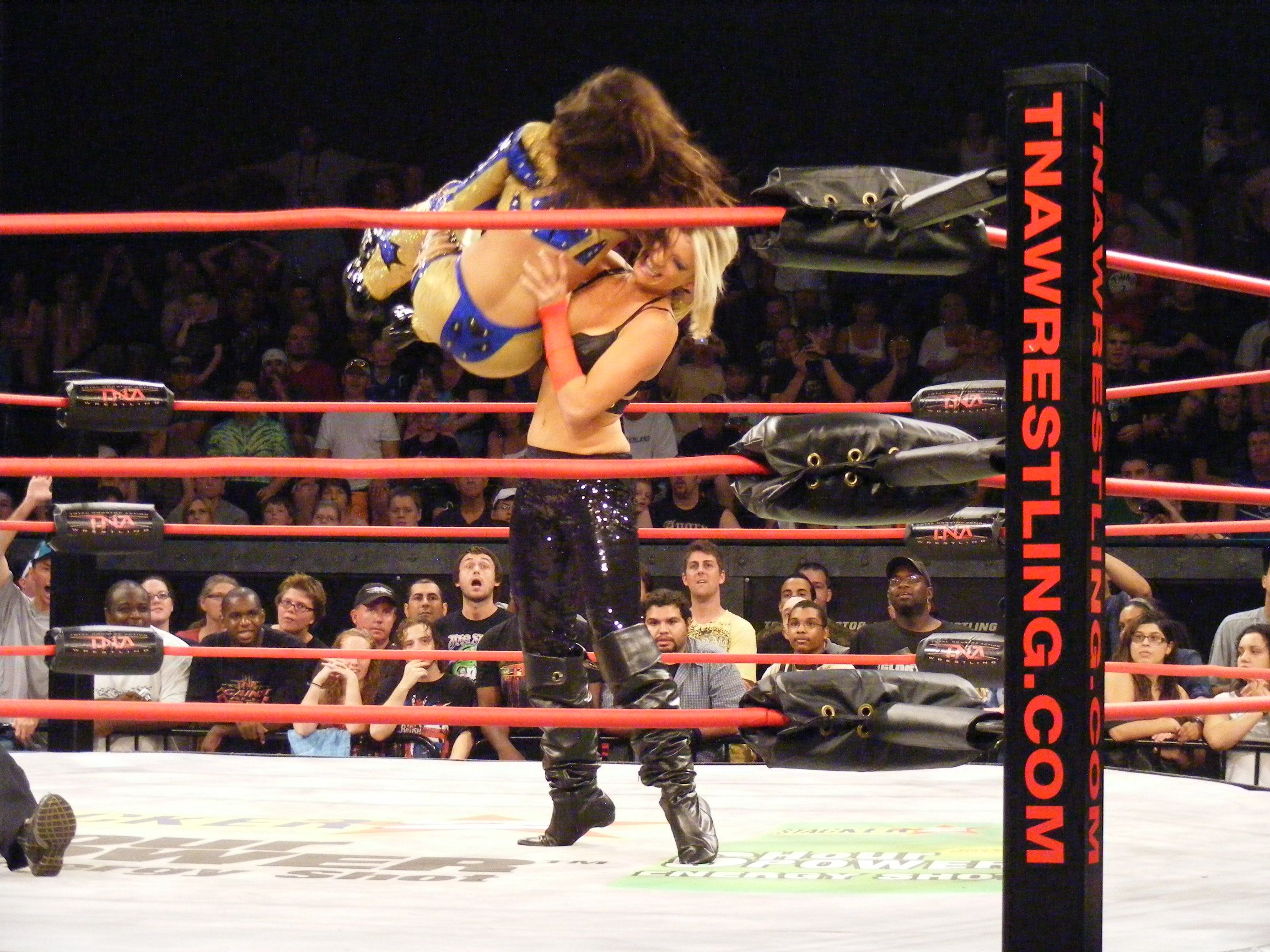
Lacey portant un Chokeslam à Sarita

Elle débute à la Total Nonstop Action Wrestling (TNA) le 1er octobre 2009 où elle devient la leader de The Beautiful People (Madison Rayne et Velvet Sky) en attaquant les rivales de ces dernières Taylor Wilde et Sarita qui sont alors championnes par équipe des Knockout de la TNA,. Deux semaines plus tard, elle remporte avec Madison Rayne et Velvet Sky un match par équipe face à Awesome Kong, O.D.B. et Tara. Le 15 novembre durant Turning Point, The Beautiful People perdent un match par équipe face à O.D.B, Sarita et Taylor Wilde où le titre de championne féminine des Knockout d'O.D.B. et les ceintures par équipe sont en jeu. Le 26 novembre, elle est une des participantes de la bataille royale arbitré par O.D.B. pour désigner la challenger pour le titre de championne féminine où Tara l'élimine. En fin d'année, le site internet Diva-Dirt organise un sondage pour désigner la Most Dispensable Knockout où elle arrive en tête avec 60% et il est fortement probable que la raison de ce vote est son manque de technique,.
Le 14 janvier, Von Erich accompagne Madison Rayne et Velvet Sky pour leur match face à Awesome Kong et Hamada qui se termine sur la défaite de The Beautiful People ; après le match l'ancienne leader du clan Angelina Love vient attaquer Von Erich puis Sky. Love s'allie avec Tara et affronte The Beautiful People dans un match à handicap le 11 février où Von Erich aide Sky à remporter le match en donnant un coup de matraque à Love en fin de match. Le 8 mars, elle aide Sky et Rayne à battre Taylor Wilde et Sarita ainsi qu'Angelina Love et Tara dans un match pour désigner les nouvelles championnes par équipe des Knockouts. Quelques jours plus tard, Von Erich annonce qu'elle reprend l'entraînement afin de taire les critiques sur son manque de technique. À Lockdown le 18 avril, elle accompagne Rayne et Sky dans un match en cage où les titres par équipe et le championnat féminin des Knockout d'Angelina Love sont en jeu. En fin de match, Von Erich ouvre la porte de la cage pour frapper Tara avec une des ceintures permettant à Madison Rayne de devenir la nouvelle championne féminine des Knockout. Le lendemain, Von Erich fait équipe avec Velvet Sky et elles défendent avec succès leur titre de championne par équipe face à Daffney et O.D.B..

## Style de catch
Durant sa carrière et principalement son passage à la Total Nonstop Action Wrestling (TNA), la presse note un manque flagrant de qualité technique chez Von Erich. Pour sa défense, elle déclare en 2007 (alors qu'elle commence à peine à s'entraîner à la World Wrestling Entertainment) sur sa page Myspace :

« J'ai été engagé par la WWE et jusqu'à présent, mon expérience est incroyable, je pense être née pour cela ... mais tout ce qu'ils veulent que des jolies filles qui se crêpent le chignon... Je préférerais lutter comme papa (Kerry Von Erich) et faire des backflips par-dessus les cordes ! Je me sens comme beaucoup de filles qui ont du talent, mais nous ne pouvons pas le montrer... Donc, si je ne représente pas la famille Von Erich comme je le devrais ce n'est pas ma faute .... Je vais faire de mon mieux . »

À sa signature avec la Total Nonstop Action Wrestling, en plus des journalistes, la valet Sunny pointe du doigt ses lacunes sur le ring dans une déclaration sur sa page facebook relayé par la presse :

« Elle est tellement mauvaise que la World Wrestling Entertainment la renvoie au bout de quatre mois... Je pensais que la Total Nonstop Action Wrestling s'intéresse à des femmes qui savent faire du catch. »

## Palmarès et accomplissements
- Total Nonstop Action Wrestling
  - TNA Knockout Tag Team Championship (1 fois) - avec Velvet Sky et Madison Rayne

- Windy City Pro Wrestling
  - WCPW Ladies Championship (1 fois)

## Vie privée
Adkinsson se fiance avec Grant Blindburry en décembre 2009, ils ont trois enfants : Daniel né en 2007, un second enfant dont le nom est Tripp né le 30 août 2012 et Barbara Gene née le 26 mars 2016,,,.